# Alligny-Cosne
Alligny-Cosne ist eine französische Gemeinde mit 922 Einwohnern (Stand 1. Januar 2022) im  Département Nièvre in der Region Bourgogne-Franche-Comté. Die Bewohner werden Eliniacois und Eliniacoises genannt.

## Lage
Die Gemeinde liegt zehn Kilometer östlich der Loire auf der Höhe der Stadt Cosne-Cours-sur-Loire, wo auch die Autobahn 77 vorbeiführt.

## Einwohnerentwicklung
| Alligny-Cosne: Einwohnerzahlen von 1793 bis 2016                                                                           | Alligny-Cosne: Einwohnerzahlen von 1793 bis 2016 | Alligny-Cosne: Einwohnerzahlen von 1793 bis 2016 | Alligny-Cosne: Einwohnerzahlen von 1793 bis 2016 | Alligny-Cosne: Einwohnerzahlen von 1793 bis 2016 |
| --- | ------------------------------------------------ | ------------------------------------------------ | ------------------------------------------------ | ------------------------------------------------ |
| Jahr |                                                  |                                                  |                                                  | Einwohner                                        |
| 1793 | 1793                                             |                                                  | 1.506                                            | 1.506                                            |
| 1800 | 1800                                             |                                                  | 1.256                                            | 1.256                                            |
| 1806 | 1806                                             |                                                  | 1.333                                            | 1.333                                            |
| 1821 | 1821                                             |                                                  | 1.487                                            | 1.487                                            |
| 1831 | 1831                                             |                                                  | 1.746                                            | 1.746                                            |
| 1836 | 1836                                             |                                                  | 1.698                                            | 1.698                                            |
| 1841 | 1841                                             |                                                  | 1.653                                            | 1.653                                            |
| 1846 | 1846                                             |                                                  | 1.703                                            | 1.703                                            |
| 1851 | 1851                                             |                                                  | 1.762                                            | 1.762                                            |
| 1856 | 1856                                             |                                                  | 1.824                                            | 1.824                                            |
| 1861 | 1861                                             |                                                  | 1.854                                            | 1.854                                            |
| 1866 | 1866                                             |                                                  | 1.943                                            | 1.943                                            |
| 1872 | 1872                                             |                                                  | 1.963                                            | 1.963                                            |
| 1876 | 1876                                             |                                                  | 2.014                                            | 2.014                                            |
| 1881 | 1881                                             |                                                  | 2.009                                            | 2.009                                            |
| 1886 | 1886                                             |                                                  | 2.005                                            | 2.005                                            |
| 1891 | 1891                                             |                                                  | 1.844                                            | 1.844                                            |
| 1896 | 1896                                             |                                                  | 1.720                                            | 1.720                                            |
| 1901 | 1901                                             |                                                  | 1.610                                            | 1.610                                            |
| 1906 | 1906                                             |                                                  | 1.628                                            | 1.628                                            |
| 1911 | 1911                                             |                                                  | 1.598                                            | 1.598                                            |
| 1921 | 1921                                             |                                                  | 1.361                                            | 1.361                                            |
| 1926 | 1926                                             |                                                  | 1.290                                            | 1.290                                            |
| 1931 | 1931                                             |                                                  | 1.159                                            | 1.159                                            |
| 1936 | 1936                                             |                                                  | 1.078                                            | 1.078                                            |
| 1946 | 1946                                             |                                                  | 941                                              | 941                                              |
| 1954 | 1954                                             |                                                  | 856                                              | 856                                              |
| 1962 | 1962                                             |                                                  | 805                                              | 805                                              |
| 1968 | 1968                                             |                                                  | 723                                              | 723                                              |
| 1975 | 1975                                             |                                                  | 685                                              | 685                                              |
| 1982 | 1982                                             |                                                  | 711                                              | 711                                              |
| 1990 | 1990                                             |                                                  | 809                                              | 809                                              |
| 1999 | 1999                                             |                                                  | 824                                              | 824                                              |
| 2006 | 2006                                             |                                                  | 865                                              | 865                                              |
| 2011 | 2011                                             |                                                  | 857                                              | 857                                              |
| 2016 | 2016                                             |                                                  | 879                                              | 879                                              |
| Quelle(n): EHESS/Cassini bis 1999, INSEE ab 2006 Anmerkung(en): Ab 1962 offizielle Zahlen ohne Einwohner mit Zweitwohnsitz |                                                  |                                                  |                                                  |                                                  |

## Sehenswürdigkeiten
- Die Kirche Saint-Saturnin im Stil der Flamboyantgotik, ein Bau mit Dachreiter aus dem 16. Jahrhundert und mehreren gefassten Holzstatuen als Ausstattungsstücke. Sie ist seit 1923 als Monument historique klassifiziert.

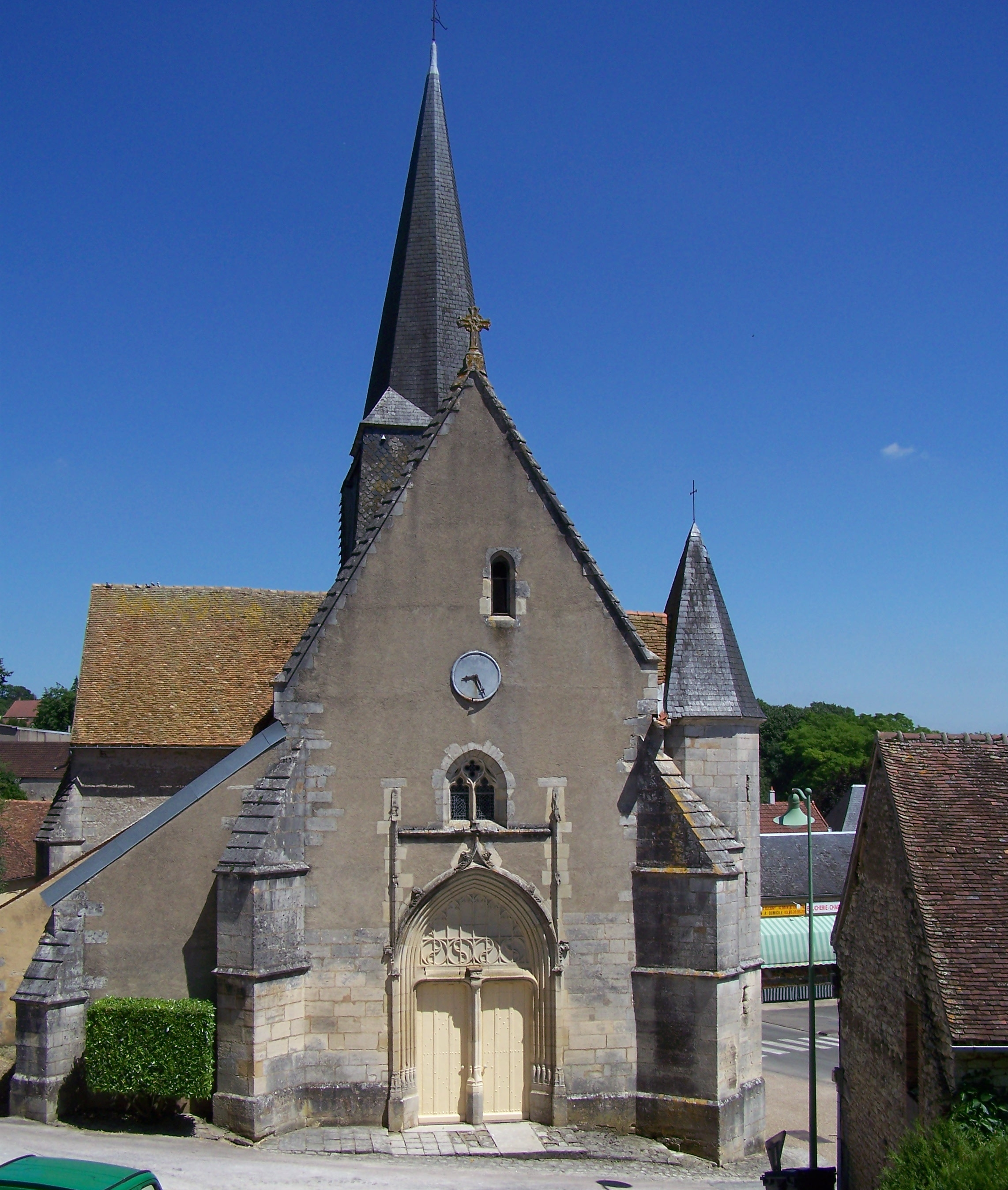
Kirche Saint-Saturnin
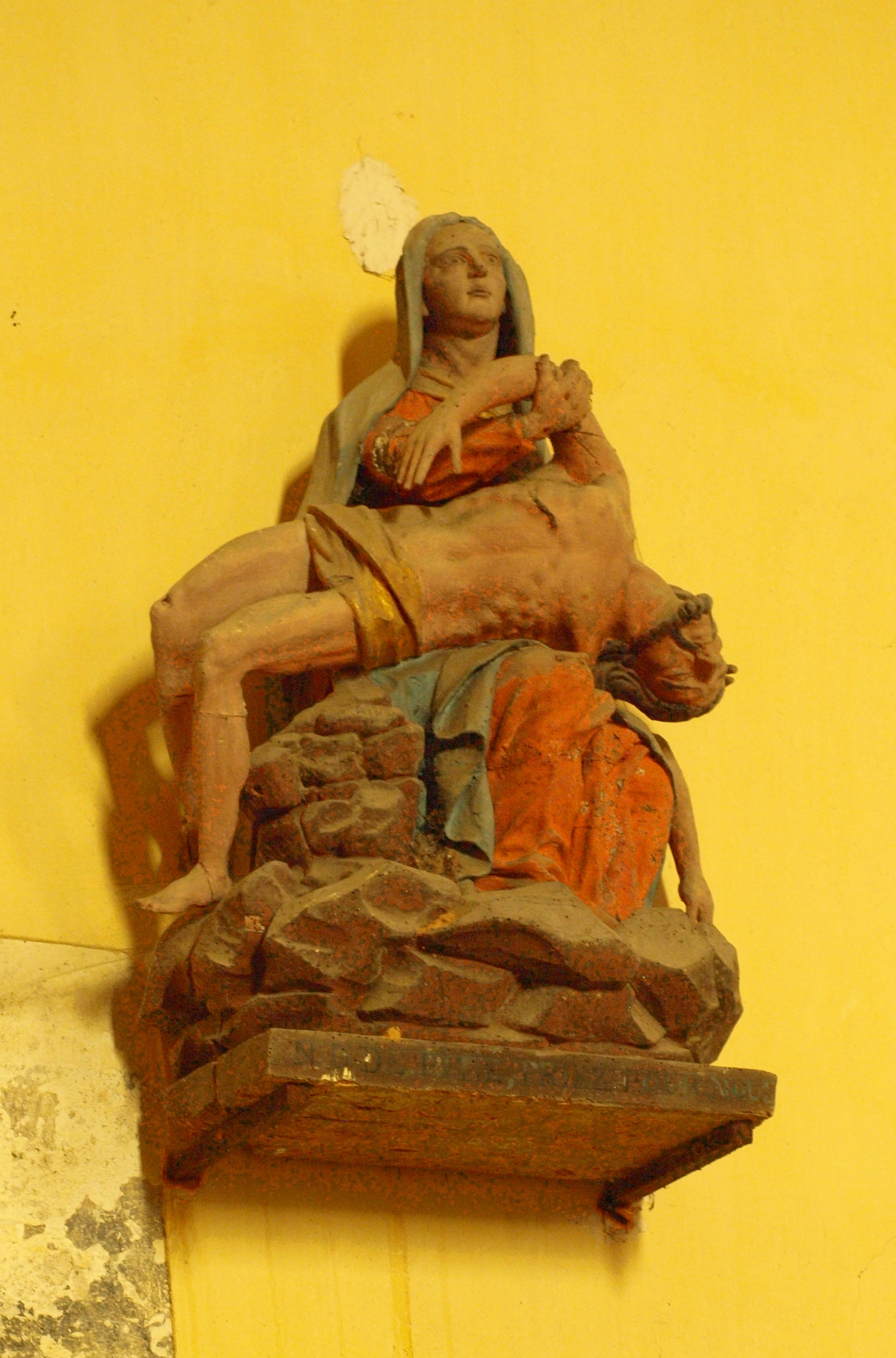
Pietà in der Kirche Saint-Saturnin

## Weinbau
Ein Teil der landwirtschaftlich genutzten Fläche dient dem Weinbau. Die Rebflächen der Gemeinde sind der geschützten AOC Coteaux du Giennois zugeordnet, die Teil der Weinbauregion Loire ist.